# Fujiwara no Kanemichi
Fujiwara no Kanemichi (藤原 兼通, 925 – 20 tháng 12 năm 977), còn được biết đến là  Horikawa-dono hay Tōtōmi-kō, là một cận thần, chính khách và chính trị gia Nhật Bản trong thời kỳ Heian